# Mosesbrunnen (Wien)

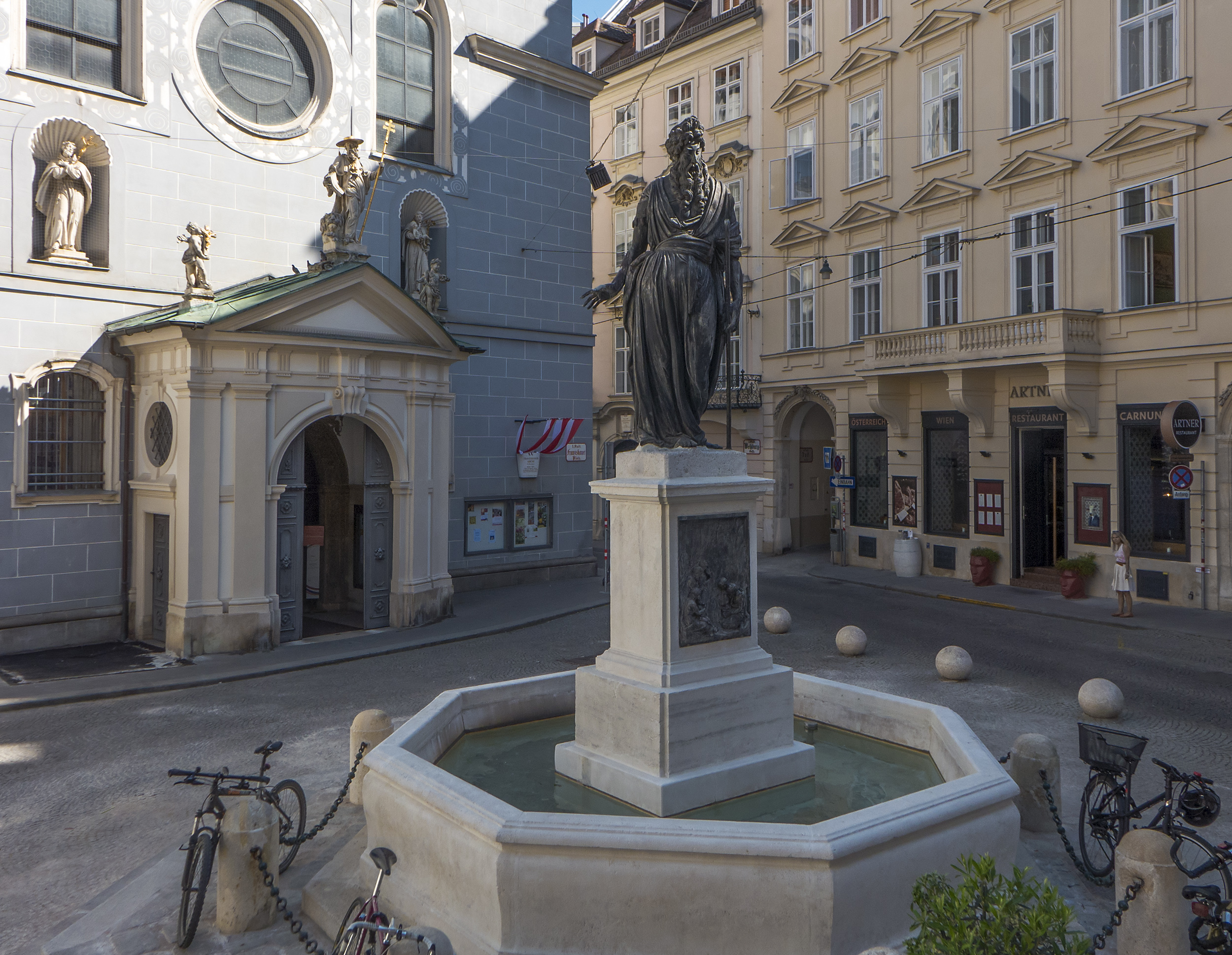
Mosesbrunnen auf dem Franziskanerplatz

Der Mosesbrunnen ist ein klassizistischer Brunnen am Franziskanerplatz im 1. Wiener Gemeindebezirk Innere Stadt.
Der Mosesbrunnen wurde 1798 in der Mitte des Franziskanerplatzes nach einem Entwurf von Johann Martin Fischer errichtet. In einem großen Brunnenbecken steht auf einem Sockel eine überlebensgroße Statue des Mose. Auf dem Sockel befinden sich eine Löwenmaske als Wasserspeier und ein Relief trinkender Israeliten. Die aus dem frühen 17. Jahrhundert stammende Brunnenschale stand ursprünglich im Haus Franziskanerplatz 6.